# Antonio Citterio
Pour les articles homonymes, voir Citterio (homonymie).
Antonio Citterio (né en 1950 à Meda, dans la province de Milan en Lombardie) est un architecte et designer italien.

## Biographie
Antonio Citterio est diplômé d'architecture de l'École polytechnique de Milan en 1972. Il ouvre un bureau  la même année et dès 1973, Paolo Nava devient son associé et ce, durant huit ans. À la suite de quoi, il ouvre son propre studio puis travaille avec sa femme Terry Dwan dès 1987 jusqu'en 1996. Durant ce laps de temps, en 1983, le bureau Citterio-Dwan réalise l'important projet de rénovation partielle de la Pinacothèque de Brera à Milan en collaboration avec Vittorio Gregotti (Gregotti Associati) ainsi que de nombreux bâtiments, des show-rooms, des aménagements de boutiques ou une ligne de mobilier. Plus particulièrement, il dessine avec Glen Olivier Löw la ligne de mobilier de bureau « Citterio Collection » en 1990.
En 1999, il fonde Antonio Citterio and Partners un atelier pluridisciplinaire de design, d'architecture et de graphisme qui dispose de bureaux à Milan et Hambourg.
Citterio enseigne l'architecture à la Accademia di Architettura de Mendrisio (Suisse) et a été nommé Honorary Royal Designers for Industry en 2007.

## Son œuvre
Bien qu'appréciant le travail d'architectes comme Le Corbusier, Louis Kahn, Tadao Andō, Alvaro Siza ou Charles Eames, Citterio est surtout reconnu en tant que designer, essentiellement des meubles ou des lampes.
Son style se caractérise par une discrétion et une simplicité alliées à une approche plutôt technique du design qu'il est possible de rapprocher du travail d'Alberto Meda. Il en résulte des créations telles que le système de rangement Mobil pour Kartell qui reçoit le Compas d'or en 1994. Ce système reflète l'intérêt de Citterio pour des objets flexibles et l'attention portée au choix des matériaux, un plastique semi-transparent en méthacrylate.
Citterio collabore depuis longtemps avec certaines des entreprises les plus importantes du design comme Flexform, Artemide, Flos, Vitra et surtout B&B Italia (it) pour qui il crée en 1986 le canapé Sity et avec lequel il remporte un second Compas d'or l'année suivante. Ce système, historiquement important, propose une approche totalement modulaire permettant à chacun de composer son propre canapé à partir de nombreux éléments de base,.

## Réalisations marquantes

### Design
- Canapé Sity (1986), B&B Italia
- Chaise Visavis (1992), Vitra
- Système de rangement Mobil (1994), Kartell
- Couverts Citerio 98 (1998), Alessi
- Tabouret Spoon (2000), Kartell
- Lampe Kelvin (2003), Flos

### Architecture
- Siège social d'Esprit, Milan (Italie), transformation d'une usine en bureaux, ateliers et showroom, 1987
- Bâtiments industriels et administratifs pour Vitra, Neuenburg (Allemagne), 1992
- Centre de recherche pour B&B Italia, Novedrate (Italie), 2002
- The new residential tower in the 7th District of Taichung (Taiwan) under construction, 2015